# Achelia curticauda
Achelia curticauda är en havsspindelart som beskrevs av Nakamura, K., K. Miyazaki och C.A. Child 1996. Achelia curticauda ingår i släktet Achelia och familjen Ammotheidae. Inga underarter finns listade i Catalogue of Life.